# قطعنامه ۱۲۳۵ شورای امنیت
قطعنامه ۱۲۳۵ شورای امنیت سازمان ملل متحد که در تاریخ ۳۰ آوریل ۱۹۹۹ تصویب شد، سندی بین‌المللی دربارهٔ بررسی وضعیت مربوط به صحرای غربی است. این قطعنامه طی نشست ۳۹۹۴ام با ۱۵ رای موافق، ۰ مخالف و ۰ ممتنع تصویب شد.